# Hyposerica grossa
Hyposerica grossa är en skalbaggsart som beskrevs av Blanchard 1850. Hyposerica grossa ingår i släktet Hyposerica och familjen Melolonthidae.
Artens utbredningsområde är Madagaskar. Inga underarter finns listade i Catalogue of Life.